# Wanshoutempel
Wanshoutempel is een boeddhistische tempel in het district Haidian van de Chinese hoofdstad Peking. De tempel herbergt tegenwoordig ook het Beijing Art Museum.

## Geschiedenis
De tempel werd in de Tang-dynastie gebouwd. In de Qing-dynastie werd heel het tempelcomplex gerenoveerd. De belangrijkste bestemming van het gebouw was vroeger de opslag van soetra's. In 1894 werd de tempel herbouwd na een verwoestende brand. In de tempel  vierde keizer Qianlong drie keer de verjaardag van zijn moeder. Het was ook de plaats waar keizerin-weduwe Cixi vaak kwam om te bidden.
Rond 1934 werd de tempel een school voor vluchtelingenkinderen uit Noordoost-China.